# Bronisław Karbowski
Bronisław Karbowski, także Berek Karbowski (ur. 24 października 1884 w Łomży, zm. wiosną 1940 w Charkowie) – polski lekarz laryngolog, doktor medycyny, major rezerwy służby zdrowia Wojska Polskiego, ofiara zbrodni katyńskiej.

## Życiorys
Urodził się w rodzinie żydowskiej. Był synem Leona i Estery z domu Fridberg. Studiował na Uniwersytecie Zuryskim, w Berlinie, Monachium i na Uniwersytecie Kazańskim. Ukończył studia lekarskie, uzyskał tytuł doktora medycyny. 
Po wybuchu I wojny światowej służył w Armii Imperium Rosyjskiego. Następnie wstąpił do Armii Polskiej we Francji. Po odzyskaniu przez Polskę niepodległości wstąpił do Wojska Polskiego. Podczas wojny polsko-bolszewickiej był komendantem szpitala polowego nr 207. Został awansowany do stopnia majora ze starszeństwem z dniem 1 czerwca 1919. Został przydzielony do kadry zapasowej 9 Szpitala Okręgowego. Od 1933 do 1939 pełnił funkcję ordynatora oddziału otolaryngologicznego w Szpitalu Starozakonnych w Warszawie. Był współpracownikiem Teofila Simchowicza, dyrektora Warszawskiego Instytutu Neurobiologicznego im. E. Flataua, mieszczącego się w budynku przy ulicy Puławskiej 41. Publikował prace naukowe.
Był zasymilowanym Żydem. Jego żoną była Paulina Seidenbeutel (1882–1941), z którą miał syna Kazimierza (1925–2012). Mieszkał przy ulicy Ludwika Zamenhofa 6/21 w Warszawie.
W sierpniu 1939 został zmobilizowany w związku z zagrożeniem konfliktu zbrojnego. Po agresji Związku Radzieckiego na Polskę został aresztowany i osadzony w obozie w Starobielsku.  Wiosną 1940 został zamordowany przez funkcjonariuszy NKWD w Charkowie i pogrzebany potajemnie w bezimiennej mogile zbiorowej w Piatichatkach, gdzie od 17 czerwca 2000 mieści się oficjalnie Cmentarz Ofiar Totalitaryzmu w Charkowie. Figuruje na Liście Starobielskiej NKWD pod pozycją 1462.

## Upamiętnienie
5 października 2007 minister obrony narodowej Aleksander Szczygło mianował go pośmiertnie na stopień podpułkownika. Awans został ogłoszony 9 listopada 2007 w Warszawie, w trakcie uroczystości „Katyń Pamiętamy – Uczcijmy Pamięć Bohaterów”.
Symboliczny grób Bronisława Karbowskiego znajduje się na cmentarzu żydowskim przy ulicy Okopowej w Warszawie, gdzie spoczywa jego żona.
W ramach akcji „Katyń... pamiętamy” / „Katyń... Ocalić od zapomnienia”, przy Zespole Szkół Ekonomicznych i Ogólnokształcących nr 6 w Łomży został zasadzony Dąb Pamięci honorujący Bronisława Karbowskiego.

## Publikacje
- 1932: Uwagi w sprawie leczenia nowotworów przysadki mózgu radem
- 1937: Dalsze obserwacje nad ropniami przestrzeni pajęczynówkowej (absc. subduralis resp. intermeni gealis) w następstwie schorzeń jam obocznych nosa

## Odznaczenia
- Medal Pamiątkowy za Wojnę 1918–1921
- Medal Dziesięciolecia Odzyskanej Niepodległości